# Oszkár Jordán
Oszkár Jordán (wym. [oskaːr jordaːn], ur. 1887., zm. 1914) – węgierski taternik, alpinista, narciarz wysokogórski, prawnik i bratanek taternika Károlya Jordána.
Oszkár Jordán swoje największe tatrzańskie sukcesy święcił w latach 1909–1910. Jego głównymi partnerami wspinaczkowymi byli dwaj Węgrzy – Imre Barcza i Tihamér Szaffka. Był jednym z pierwszych uprawiających narciarstwo wysokogórskie na Słowacji – w 1907 roku dokonał narciarskiego wejścia na Dziumbier w Niżnych Tatrach. O swoich tatrzańskich wyprawach pisał w węgierskich czasopismach alpinistycznych m.in. w „Turistaság és Alpinizmus”. Opublikował artykuł o swoim zdobyciu Ostrego Szczytu, który ukazał się w prasie w 1910 roku. W 1914 otrzymał kartę mobilizacyjną wzywającą go na front I wojny światowej – z tego powodu popełnił samobójstwo.

## Ważniejsze tatrzańskie osiągnięcia wspinaczkowe
- pierwsze zimowe wejście na Jastrzębią Turnię, wraz z Barczą i Szaffką,
- pierwsze zimowe wejście na Durny Szczyt, wraz z m.in. Romanem Komarnickim,
- drugie przejście północno-zachodniej ściany Zadniego Gerlacha,
- pierwsze wejście wschodnią ścianą Baranich Rogów,
- pierwsze przejście fragmentu Sobkowej Grani.